# Ciliater
Ciliater (Ciliata, Ciliophora), på svenska flimmerdjur eller infusionsdjur, är frilevande encelliga organismer som tillhör gruppen alveolater. De förekommer i alla typer av vatten, främst näringsrika. De viktigaste synapomorfierna för ciliaterna är multipla flimmerhår, cilier, i bestämda konfigurationer runt cellen, samt förekomsten av två heteromorfa cellkärnor. Fylogenetiska analyser visar att ciliaterna vek av från alveolaternas stamträd före uppdelningen av dinoflagellater och apicomplexer. Toffeldjur (Paramecium) är ett exempel på ciliater.

## Cellstruktur

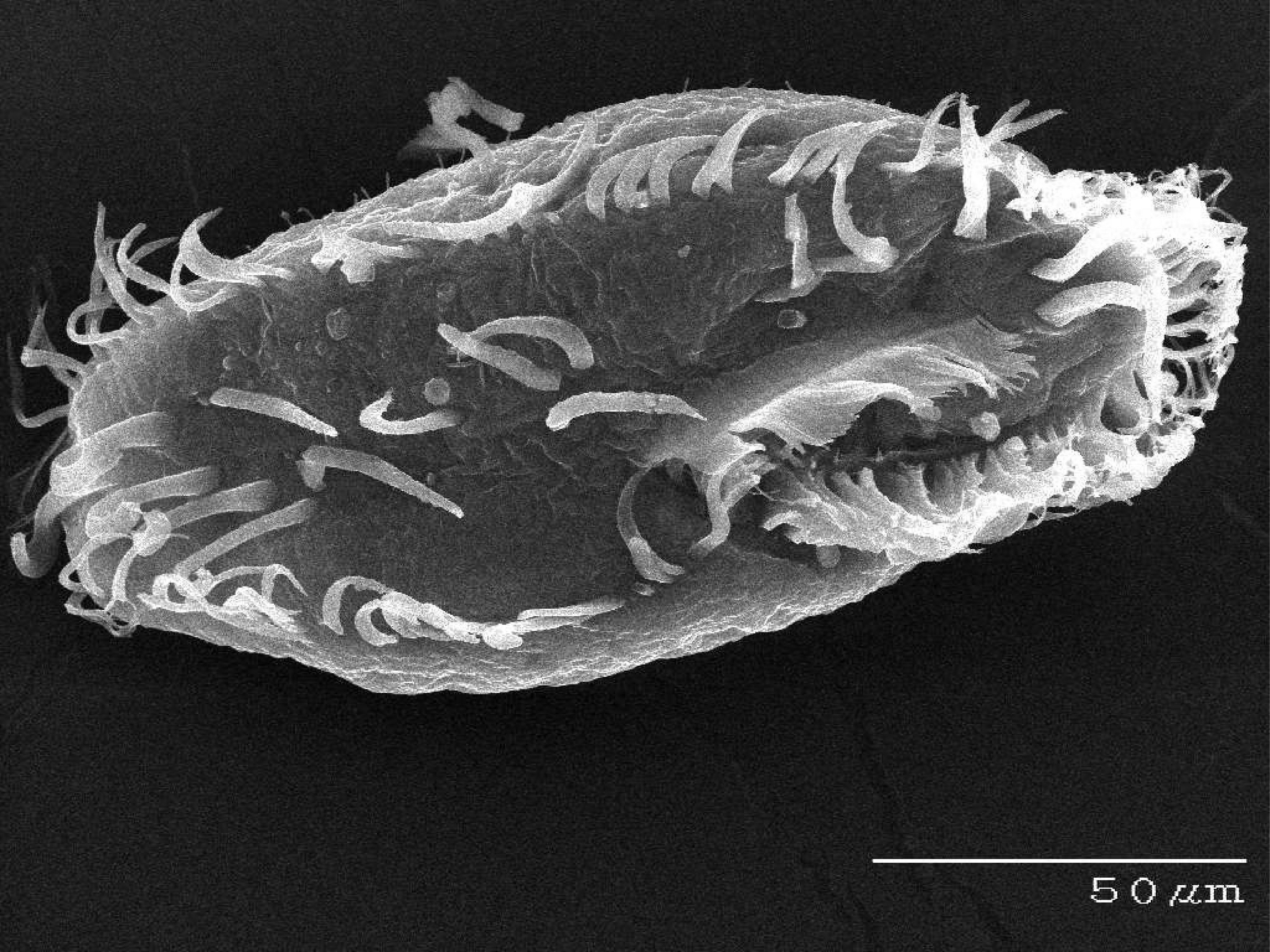
Oxytricha trifallax

Ciliaternas celluppbyggnad är betydligt mer komplicerad jämfört med andra encelliga eukaryoters. Storleken är oftast mellan 0,01 och 0,1 mm, beroende på art. De rör sig med hjälp av trådlika utskott - flimmerhår eller cilier. Dessa cilier ger i allmänhet en mer precis rörelse jämfört med flageller. Munrännan omges också av cilier, vars rörelser bildar vattenströmmar som fångar in födan, främst bakterier och växtplankton. Till skillnad från många andra encelliga eukaryoter kan ciliaterna ofta kännas igen direkt under ett ljusmikroskop.
De två heteromorfa cellkärnorna (mikrocellkärnan och makrocellkärnan) är funktionellt sätt autonoma. Hos toffeldjuret Paramecium sker sexuell, genetisk rekombination genom konjugation (liknande konjugation i bakterier) följt av utbyte av mikrocellkärnor. Makrocellkärnorna uppstår sedan genom upprepad mitos.

## Ekologi
Ciliaterna finns i nästan alla upptänkliga miljöer där eukaryoter lever. De är i allmänhet predatorer, även om vissa parasitiska arter finns (de sistnämnda kan till exempel leva i fiskar). Några arter innehåller fotosyntetiserande endosymbionter. Exempelvis innehåller Mesodinium rubrum en rekylalg som endosymbiont.
Ciliaternas ekologiska betydelser beror delvis på att de är viktiga näringsombildare i marken, till exempel genom att de äter bakterier. Ciliatfloran kan också användas som bioindikator, som kan visa graden av förorening i marken.